# 川口陸男
川口 陸男（かわぐち むつお、1922年5月8日 - 1979年1月13日）は、日本の経営者。日清製油(現在の日清オイリオグループ)社長を務めた。

## 経歴
神奈川県横浜市出身。1948年に横浜工業専門学校電気工学科を卒業し、同年に[[]]に入社。1971年5月に取締役に就任し、1973年に常務、1974年に専務を経て、1977年2月に社長に就任。
1979年1月13日、肝硬変のために在任中に死去。56歳没。